# Forma lògica
La forma lògica  d'una proposició és la representació del seu contingut i sintaxi usant les eines de la lògica, en particular el simbolisme del càlcul proposicional i el càlcul de predicats. Oracions diferents poden ser representacions de la mateixa proposició, per exemple:
- Maria estima Joan
- Joan és estimat per Maria

Aquestes dues oracions, encara que gràfica o fonèticament són diferents, expressen la mateixa proposició i tenen la mateixa forma lògica. Aquesta manera lògica pot ser representada unívocament a través d'un llenguatge formal, a diferència del que passa amb un llenguatge natural.